# Celaenorrhinus ambareesa

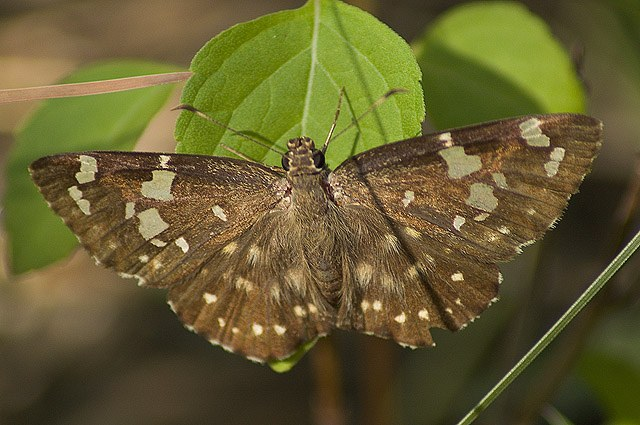
Adult din Coimbatore, Tamil Nadu, India.

Celaenorrhinus ambareesa este o specie de fluture din familia Hesperiidae. Este întâlnită în Asia.